# 斯托里縣
斯托里縣（英語：Storey County）是美国内华达州西部的一個縣，面積683平方公里。根據2020年美國人口普查，共有人口4,104人。縣治維吉尼亞城 （Virginia City）。該縣成立於1861年11月25日，是該州最早的九個縣之一，縣名紀念在金字塔湖攻打印第安人時被殺的斯托里（Edward Fariss Storey）上校。